# Tunstall (Kent)
Pour les articles homonymes, voir Tunstall.
Tunstall est un village dans le district de Swale dans le Kent, en Angleterre. Situé au sud de Sittingbourne, Tunstall est un petit village linéaire. Ses sites remarquables incluent l'Église de Saint Jean Baptiste, un grand manoir, et une ancienne maison de police qui est maintenant une résidence privée. Fait inhabituel pour un village anglais, il n'y a pas de magasins ou de pub dans les limites du village, ils ont été interdits depuis le Moyen Âge. En raison de la petite taille du village, l'agrément et d'une simple cabine téléphonique.